# Sotiris Asprogerakas
Sotirios „Sotiris“ Asprogerakas (griechisch Σωτήριος «Σωτήρης» Ασπρογέρακας, * 1903; † 20. Februar 1987) war ein griechischer Fußballschiedsrichter.

## Sportlicher Werdegang
Asprogerakas gehörte in den 1930er bis 1950er Jahren zu den führenden Schiedsrichtern im griechischen Fußball und pfiff Spiele sowohl in der vom Landesverband Elliniki Podosferiki Omospondia durchgeführten Meisterschaft sowie dem 1931 erstmals ausgetragenen Pokalwettbewerb. Dabei pfiff er direkt bei der Erstausgabe mit dem Wettbewerb 1930/31 das Endspiel zwischen AEK Athen und Aris Thessaloniki, das der Athener Klub mit 2:1 gewann. Nachdem der Pokal auch kriegsbedingt zeitweise pausierte kam er in den folgenden Jahren unregelmäßig zu weiteren Spielleitungen im Finale. Zuletzt pfiff er dabei im Wettbewerb 1951/52, das Duell zwischen Olympiakos Piräus und Panionios Athen war seine fünfte Endspielleitung.
Asprogerakas kam auch auf Nationalmannschaftsebene zum Einsatz. Am 25. Dezember 1934 leitete er sein erstes Länderspiel, als er im Rahmen des Balkan-Cup-Wettbewerbs 1934/35 das in Athen ausgetragene Aufeinandertreffen Bulgariens gegen Jugoslawien pfiff.